# Súni Olsen
Pour les articles homonymes, voir Suni.
Súni Olsen est un footballeur féroïen, né le 7 mars 1981 à Tórshavn. Il évolue au poste de milieu de terrain.

## Biographie
Il obtient sa première sélection avec l'équipe des îles Féroé le 31 janvier 2001 face à la Suède au championnat nordique (0-0) en amical, il remplace Fróði Benjaminsen à la 58e minute de jeu.

### Buts internationaux
| Buts (4) en sélection de Súni Olsen au 20 octobre 2012 | Buts (4) en sélection de Súni Olsen au 20 octobre 2012 | Buts (4) en sélection de Súni Olsen au 20 octobre 2012 | Buts (4) en sélection de Súni Olsen au 20 octobre 2012 | Buts (4) en sélection de Súni Olsen au 20 octobre 2012 | Buts (4) en sélection de Súni Olsen au 20 octobre 2012 | Buts (4) en sélection de Súni Olsen au 20 octobre 2012 |
|                                                        | Date                                                   | Lieu                                                   | Adversaire                                             | Score                                                  | Résultat                                               | Compétition                                            |
| ------------------------------------------------------ | ------------------------------------------------------ | ------------------------------------------------------ | ------------------------------------------------------ | ------------------------------------------------------ | ------------------------------------------------------ | ------------------------------------------------------ |
| 1.                                                     | 10 septembre 2003                                      | Svangaskarð, Toftir (Îles Féroé)                       | Lituanie                                               | 1 - 1                                                  | 1 - 3                                                  | Éliminatoires Euro 2004                                |
| 2.                                                     | 4 juin 2008                                            | A. Le Coq Arena, Tallinn (Estonie)                     | Estonie                                                | 3 - 3                                                  | 4 - 3                                                  | Match amical                                           |
| 3.                                                     | 22 mars 2009                                           | Kópavogsvöllur, Kópavogur (Islande)                    | Islande                                                | 0 - 1                                                  | 1 - 2                                                  | Match amical                                           |
| 4.                                                     | 9 septembre 2009                                       | Svangaskarð, Toftir (Îles Féroé)                       | Lituanie                                               | 1 - 0                                                  | 2 - 1                                                  | Éliminatoires Coupe du monde 2010                      |

## Palmarès

### Titres remportés en club
- B36 Tórshavn
  - Championnat des îles Féroé de football : 
    - Vainqueur (1) : 2011

- FC Zwolle
  - Championnat des Pays-Bas de football D2 : 
    - Vainqueur (1) : 2002